# Saraj (Złota Orda)

Zasięg Złotej Ordy w 1389 roku. Nowy Saraj oznaczony złotą gwiazdką. Puste kółka oznaczają inne stolice ówczesnych państw.

Saraj Berke (Nowy Saraj, Sarai-al-Jadid) – nowa stolica Złotej Ordy, w odróżnieniu od Saraj Batu (Stary Saraj, Sarai-al-Maqrus). Założona przez chana Berke. Wielki ośrodek handlowy, który w szczytowym okresie swojego rozwoju liczył więcej mieszkańców niż ówczesny Paryż, Londyn czy Florencja. Saraj Batu znajdował się w okolicy wioski Sielitriannoje w obwodzie charabalińskim, 120 km na północ od Astrachania, natomiast Saraj Berke w Carewie, stanowisku archeologicznym przy kanale Achtubińskim, 55 km na południe od dzisiejszego Wołgogradu.
Stanowił ważny punkt wymiany handlowej między krajami Dalekiego Wschodu i Europy, handlowano tam wyrobami szklanymi, skórami, przyprawami, chińskimi tkaninami. Miasto posiadało liczne kuźnie, warsztaty ceramiczne, złotnicze, szewskie, krawieckie. Według podań, stworzono tam nawet sieć wodociągów oraz system ocieplania domostw. W 1395 roku brutalnie złupione przez oddziały Tamerlana, a ok. 1502 roku przez chana krymskiego Mengli I Gireja.